# De Catilinae coniuratione
Il Bellum Catilinae (in italiano La guerra di Catilina) è una monografia storica, la seconda in assoluto della letteratura latina, scritta dallo storico latino Gaio Sallustio Crispo (86 - 34 a.C.).
Seguendo una scansione narrativa suddivisa in 61 capitoli, l'opera narra la congiura ordita da Lucio Sergio Catilina nel 63 a.C., nel tentativo, rivelatosi poi fallimentare e costatogli la vita, di sovvertire l’ordinamento repubblicano di Roma.
La congiura catilinaria viene vista dallo storico di Amiternum come uno degli argomenti più significativi della decadenza morale e sociale della classe dirigente romana (specie dei senatori) durante il I secolo a.C., una corruzione che egli denuncia e critica severamente lungo tutta la narrazione.
Dopo La congiura di Catilina, Sallustio scrisse un'altra monografia storica, il Bellum Iugurthinum, ovvero la Guerra di Giugurta, sull'omonimo conflitto.

## Titolo e tradizione manoscritta
L'opera, composta probabilmente tra il 43 ed il 40 a.C., è stata tramandata per tradizione diretta da codici medioevali, in cui compare con i titoli Bellum Catilinae (la variante De bello Catilinae deriva dal nesso del capitolo 4,3 dell'opera), con cui è nota nei paesi anglosassoni, Bellum Catilinarium o Liber Catilinarius; molti studiosi sostengono il titolo De Catilinae coniuratione, recuperando l'espressione dal capitolo 4,3 della monografia:
(Sallustio, De Catilinae coniuratione, cap. 4, 3; trad. di Lidia Storoni Mazzolani, La congiura di Catilina)
La scelta stessa del titolo ha un valore preciso: nel termine coniuratione infatti è presente tutta una serie di connotati e giudizi negativi provati da Sallustio nei confronti dell'evento.
Il testo del De Catilinae coniuratione, come anche quello del Bellum Iugurthinum, è stato tramandato da due classi di manoscritti, chiamati mutili e integri. I primi presentano una lacuna (nel caso specifico nel Bellum Iugurthinum), successivamente colmata da un revisore che aveva a disposizione un manoscritto della classe degli integri; entrambi derivano, comunque, da un archetipo comune. Le discordanze sono dovute nella maggior parte dei casi a inserimenti di lezioni e correzioni provenienti da fonti diverse: numerose sono le glosse aggiunte al testo originale. Si ricordano tra i mutili: il Codex Parisinus 16024 e discendenti (Biblioteca nazionale di Francia, IX secolo); il Basileensis dell'XI secolo. Più numerosi gli integri ma anche più recenti: Leidensis, Vossianus Latinus, il Lipsiensis, il Monacensis (XI secolo), il Palatinus (XIII secolo).
L'editio princeps fu pubblicata a Venezia da Vindelino da Spira nel 1470.

## Struttura narrativa
Lo sviluppo del racconto non è lineare, ma i 61 capitoli che compongono l'opera sono scanditi secondo un'accurata regia, che alterna i fatti a numerosi excursus, frammentando notevolmente la continuità della storia e del testo.
L'opera presenta la struttura tipica delle monografie della storiografia ellenistica, secondo uno schema molto preciso: un proemio, il ritratto del protagonista - inserito in questa posizione appositamente per catturare fin da subito l'attenzione dei lettori -, vari excursus politici e morali ed infine l'analisi dei discorsi pronunciati dai personaggi e dei documenti da cui si è attinto. Questo modus operandi rende più variato il testo e più efficace il giudizio politico.
| Capitolo / -i | Contenuti                                | Argomenti trattati                                                              |
| Capp. 1–4     | Proemio.                                 | Incipit in cui si spiega la scelta forzata dell'otium.                          |
| Cap. 5        | Ritratto di Catilina.                    | Descrizione fisica e psichica del protagonista.                                 |
| Capp. 6–13    | 1° excursus («archaeologia»).            | Cause morali della congiura: si lega l'evento alla storia generale.             |
| Capp. 14–36,4 | Avvenimenti sino alla fuga di Catilina.  | Fatto storico.                                                                  |
| Capp. 36,5-39 | 2° excursus.                             | Cause sociali ed economiche della congiura; trascurate le vere cause politiche. |
| Capp. 40–61   | Avvenimenti sino alla morte di Catilina. | Conclusione.                                                                    |

Approfondendo l'analisi dell'opera emerge un'omogenea visione della storia romana dell'ultimo secolo della repubblica. Largo spazio è concesso al contesto sociale e politico, all'interno del quale, con Catilina, salgono alla ribalta degli eventi e della cronaca antica altri personaggi, in seguito molto famosi.
L'arco di tempo coperto dalla narrazione va dai primi di giugno del 64 a.C., data di inizio della congiura secondo lo storico, fino al gennaio del 62 a.C., con l'epilogo nello scontro finale della battaglia di Pistoia e la morte sul campo di Catilina.
Silla, dopo aver esercitato dall'82 all'80 a.C. una spietata dittatura assoluta senza alcuna opposizione, si era ritirato a vita privata ed era morto nel 78 a.C., lasciando una repubblica indebolita.

Il Senato assunse allora il controllo della situazione e si preparava a combattere il ribelle Sertorio, che aveva costituito in Hispania uno stato antiromano, sgominato nel 73 a.C. grazie all'intervento di Gneo Pompeo Magno.

Nello stesso anno scoppiò una rivolta servile, guidata da un gruppo di gladiatori capitanati da Spartaco e Crixus, che divampò velocemente in tutta l'Italia centro-meridionale; il senato deliberò per la repressione violenta, affidandola a Crasso e allo stesso Pompeo.

La dittatura sillana e i due conflitti intestini segnarono l'inizio della fine della Res publica.

### Vicenda storica
Di fronte alla grave crisi in cui si trovava la Repubblica, in seguito alla dittatura sillana, emerse una grande varietà di orientamenti politici, spesso tra loro violentemente contrapposti. Oltre alle posizioni moderatamente filo-senatorie o filo-democratiche entrarono in gioco, a partire dal 70 a.C. e lungo tutti gli anni 60, anche movimenti più radicali, legati ai ceti rimasti esclusi dal potere; tra essi risaltarono in particolare le frange più estremistiche del partito popolare.
Proprio alla guida di uno di questi movimenti si distinse Lucio Sergio Catilina, appartenente alla Gens Sergia, nobile famiglia economicamente decaduta, che nel 63 si candidò alle elezioni per il consolato; lo appoggiarono discretamente anche Cesare e Crasso, determinati ad indebolire il potere della nobilitas senatoria.
Sconfitto alle elezioni dal rivale Cicerone, Catilina decise di ordire un colpo di Stato, raccogliendo intorno a sé un gruppo di congiurati, provenienti dai ceti più vari (e lontani) della società romana, ma accomunati dal disprezzo per la legalità e dall'uso della violenza. Tra di essi si annoverano sia individui appartenenti ai ceti più alti della societas romana – nobili fortemente indebitati ed equites ("cavalieri") – sia personaggi meno altolocati – plebei, proprietari terrieri falliti, veterani di Silla, donne, schiavi –, nonché popolazioni straniere, come i Galli Allobrogi, scontente del dominio di Roma. Catilina, con abili manovre demagogiche, riunì tutti intorno ad un programma estremistico, ma democratico: i suoi obiettivi fondamentali erano il condono dei debiti, la distribuzione di terre ai meno abbienti ed il riscatto dei cittadini più miseri.
Crasso e Cesare, in un primo tempo simpatizzanti occulti, dopo alcuni avvenimenti, abbandonarono il tentativo insurrezionale ed il console Cicerone ebbe l'opportunità di sventare e reprimere l'intero piano eversivo.

### Riassunto dei capitoli

#### Capitoli 1 - 4 (proemio)
|  | Per approfondire, leggi i testi Capitoli 1 - 4 (proemio) in italiano e in latino. |

(Sallustio, De Catilinae coniuratione, cap. 1, 1; trad. di Lidia Storoni Mazzolani, La congiura di Catilina)

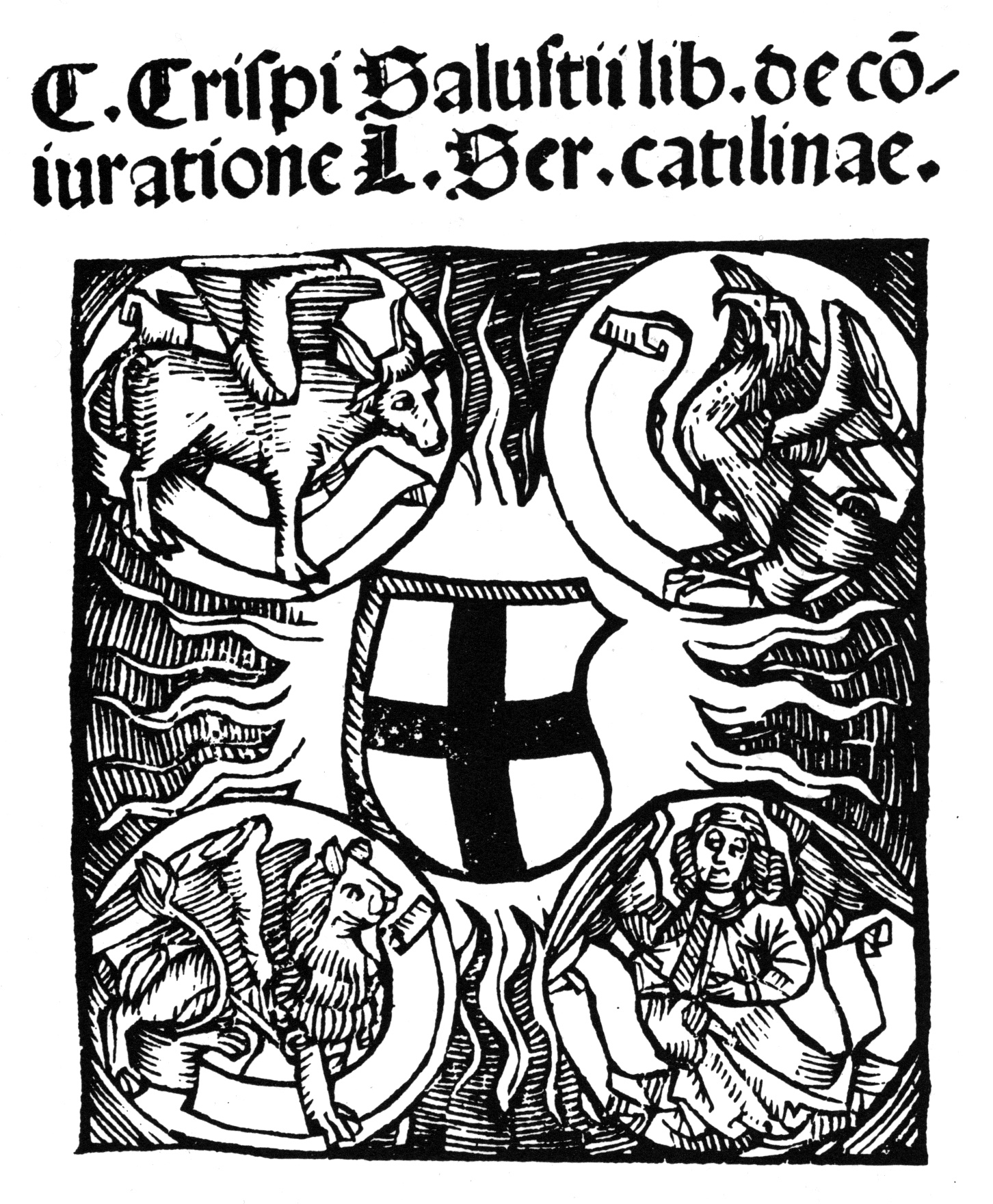
Frontespizio figurato di un postincunabolo del Liber de coniuratione Lucii Sergii Catilinae (Konstanz, 1505).

Il De Catilinae coniuratione, come il successivo Bellum Iugurthinum, si apre con un ampio proemio in cui l'autore illustra le sue considerazioni ideologiche.

L'uomo, costituito da un'anima e un corpo, deve coltivare soprattutto le qualità spirituali se vuole ottenere una gloria vera ed eterna;
(Sallustio, De Catilinae coniuratione, cap. 1, 3; trad. di Lidia Storoni Mazzolani, La congiura di Catilina)
l'ingegno è dunque più importante della forza fisica sia in periodo di pace che in guerra. L'attività storiografica, scelta dall'autore subito dopo il ritiro dalla vita politica, fa parte di quelle attività che arrecano fama e consentono allo stesso tempo di servire al meglio la patria, esattamente come se si adempisse in maniera diretta ad incarichi pubblici. La scelta della congiura di Catilina come tematica principale della monografia storica è dovuta all'eccezionalità e alla pericolosità di quell'avvenimento.

#### Capitoli 5 - 18 («archaeologia»)
|  | Per approfondire, leggi i testi Capitoli 5 - 18 («archaeologia») in italiano e in latino. |

Il capitolo si apre con la descrizione di Catilina, aristocratico corrotto, la cui figura è messa in luce sullo sfondo della decadenza dei costumi romani, dovuta all'accrescersi dell'ambitio, cioè il desiderio incontrollato di potere (imperium), ed alle ricchezze sfrenate (avaritia). Sallustio inserisce una digressione storica (definita «archaeologia») per motivare le cause di questa decadenza: illustra il passaggio dalla felice condizione delle origini di Roma alla decadenza dei tempi contemporanei, in cui si è sviluppata la congiura. In questa situazione Catilina raduna attorno a sé personaggi che per i motivi più diversi auspicano un cambiamento di regime (5-18). A questo punto si presenta una nuova digressione storica, incentrata su un precedente tentativo di congiura operato dallo stesso Catilina, dimostrando che evidentemente egli non è nuovo a simili atti.

#### Capitoli 19 - 25
|  | Per approfondire, leggi i testi Capitoli 19 - 25 in italiano e in latino. |

La nobilitas, grazie ad alcune indiscrezioni, comincia a sospettare del complotto e sotto questo timore decide di affidare il consolato ad Antonio ed all'homo novus Cicerone. Catilina prosegue i suoi preparativi in tutta Italia e con l'aiuto di alcuni complici, tra cui Manlio e la corrotta Sempronia, alla quale Sallustio dedica un efficace ritratto (cap. 25), arruola presso Fiesole un esercito, composto in larga parte da disperati e gente piombata nella miseria. Radunati i compagni nella sua domus, promette loro in caso di buona riuscita dell'impresa grandi vantaggi e laute ricompense, e li congeda dopo un solenne discorso a cui fa seguito un giuramento:

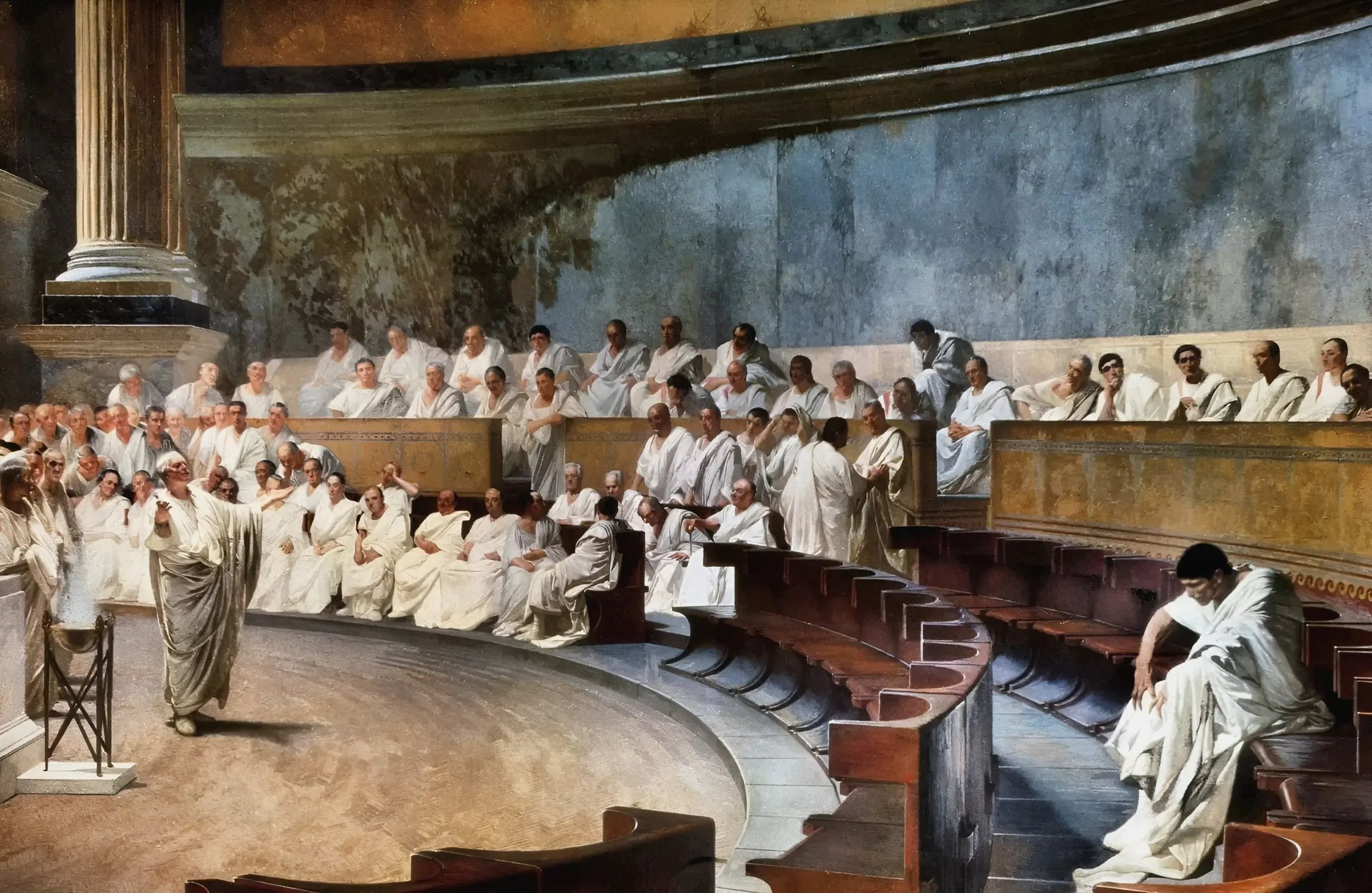
Cicerone denuncia Catilina: Cicerone pronuncia in Senato la prima Catilinaria - 1880, affresco di Cesare Maccari; Roma, Palazzo Madama, Sala Maccari.

(Inizio del discorso di Catilina ai congiurati: Sallustio, De Catilinae coniuratione, cap. 20, 2; trad. di Lidia Storoni Mazzolani, La congiura di Catilina)

#### Capitoli 26 - 36
|  | Per approfondire, leggi i testi Capitoli 26 - 36 in italiano e in latino. |

I congiurati si riuniscono in casa di Porcio Leca. Catilina, sconfitto nelle elezioni consolari, ordisce alcuni attentati alla vita di Cicerone prontamente sventati. A questo punto l'homo novus illustra in Senato la pericolosità della situazione ed ottiene i pieni poteri per soffocare la ribellione. L'8 novembre del 63 a.C. accusa apertamente Catilina di fronte al senato riunito nel tempio di Giove Statore, pronunciando contro di lui la I Catilinaria. Catilina fugge da Roma e raggiunge Manlio e il suo esercito. L'autore riferisce il contenuto di un messaggio di Manlio a Marcio Re e di una missiva di Catilina a Catulo; nonostante le giustificazioni date dai due via epistola, il senato li dichiara entrambi nemici pubblici (26-36).

#### Capitoli 37 - 47
|  | Per approfondire, leggi i testi Capitoli 37 - 47 in italiano e in latino. |

Sallustio inserisce un secondo excursus in cui tratta le cause della congiura, individuando solamente quelle di natura politica e sociale. La narrazione riprende con la ricostruzione dei fatti ad opera di Cicerone che raccoglie le prove del complotto, grazie all'aiuto dei Galli Allobrogi. I congiurati rimasti a Roma, tra cui Publio Lentulo Sura e Gaio Cetego, vengono arrestati; il senato si riunisce quindi per deliberare sulla loro sorte.

#### Capitoli 48 - 54
|  | Per approfondire, leggi i testi Capitoli 48 - 54 in italiano e in latino. |

Dopo aver descritto l'improvviso cambio di fronte della plebs, prima desiderosa di rivoluzioni ed ora tutta al fianco di Cicerone, l'autore notifica le accuse, a parer suo infondate, mosse contro Crasso e Cesare. Mentre vengono presi provvedimenti in merito alla scarcerazione di alcuni prigionieri, il Senato si riunisce per decidere il loro destino. Dopo il discorso del console neoeletto Silano, favorevole alla condanna a morte, si contrappongono i discorsi di Cesare e Catone il Giovane: il primo è per una condanna più mite, mentre il secondo ribadisce la necessità della pena capitale (40-52). Dopo i discorsi, l'autore introduce un parallelo tra Cesare e Catone, personaggi dalle virtù opposte, ma i soli grandi uomini del tempo (53-54), entrambi essenziali per il benessere dello Stato.

#### Capitoli 55 - 61
|  | Per approfondire, leggi i testi Cap. 55 - 61 in italiano e in latino. |

Cicerone ordina l'immediata esecuzione della sentenza di morte per i congiurati: i complici di Catilina sono giustiziati nel carcere Tulliano. Catilina, nel frattempo, fugge verso nord, in direzione della Gallia Cisalpina, ma viene intercettato in Etruria dall'esercito regolare del proconsole Gaio Antonio Ibrida, inviato contro di lui dal Senato, e dall'esercito al comando del pretore Quinto Cecilio Metello Celere, stanziato con tre legioni nel Piceno. Costretta alla battaglia nei pressi di Pistorium (Pistoia) da Marco Petreio legato di Antonio (gennaio del 62 a.C.), l'armata ribelle è annientata, e lo stesso Catilina, dopo aver combattuto valorosamente, muore sul campo (51-61).

## Personaggi

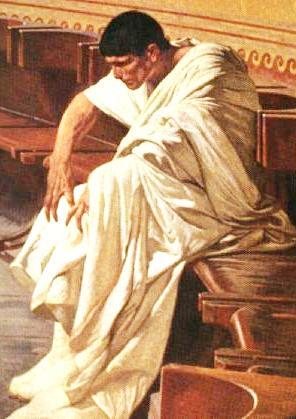
Catilina; dettaglio dell'affresco di Cesare Maccari Cicerone denuncia Catilina, Palazzo Madama (Roma)

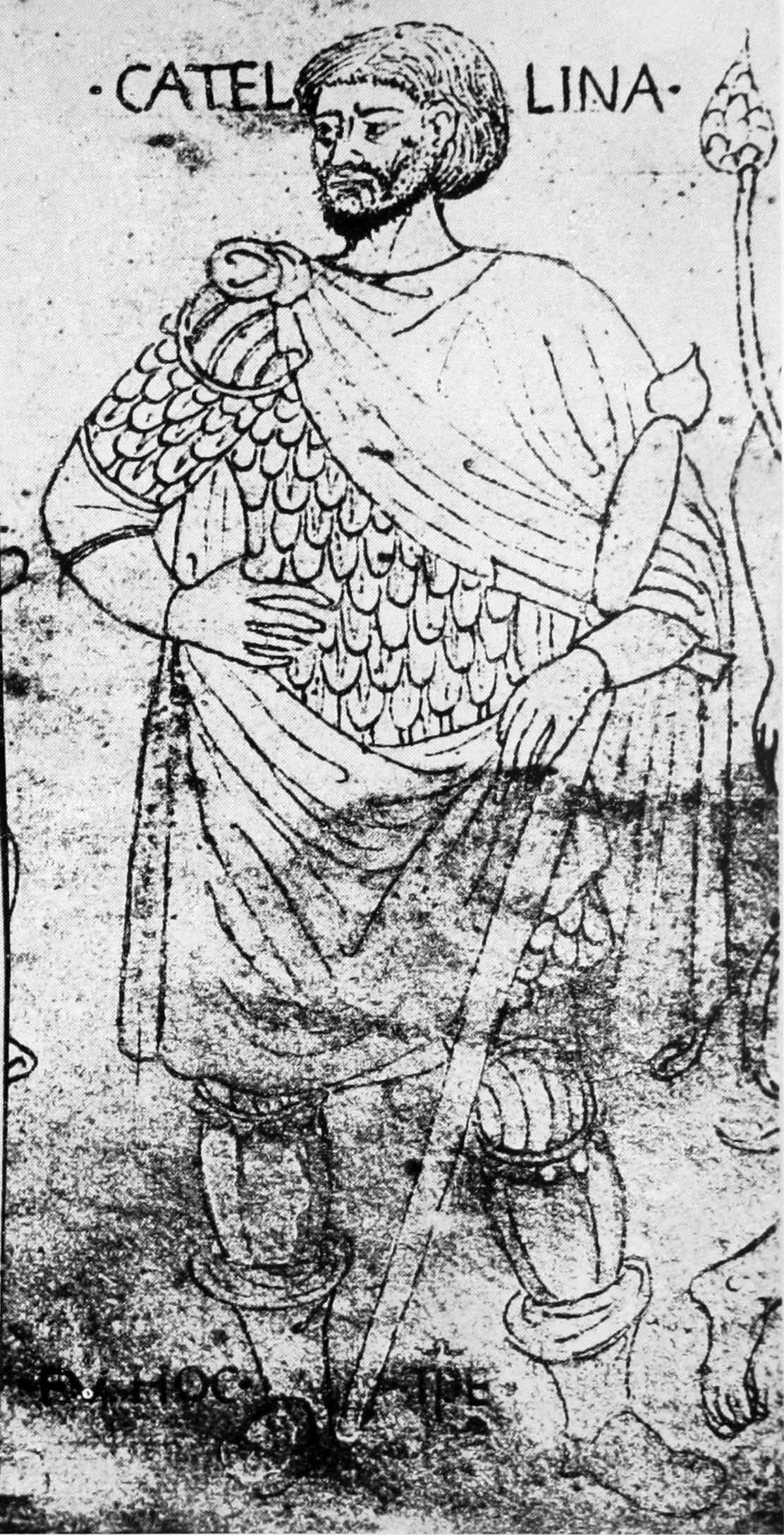
Ritratto immaginario di Catilina in un manoscritto medievale

La vicenda narrata nella monografia ruota su tre personaggi: Catilina (il protagonista), Cesare e Catone l'Uticense. Cicerone, pur rivestendo una carica importante, svolge un ruolo secondario: ideale portavoce del Senato, resta il più importante dei personaggi minori.

### Catilina, il protagonista
Lucio Sergio Catilina è il protagonista della vicenda trattata nella monografia, nonché il capo della congiura; a lui Sallustio dedica un intero capitolo descrittivo: il quinto. È la figura emblematica della decadenza della società romana, un uomo crudele ma non privo di un'ambigua grandezza, esattamente come appariva la Roma del I secolo a.C.
La sua figura spicca su tutti gli altri personaggi. Ciò si deve in gran parte alla tecnica del ritratto paradossale, un metodo che Sallustio usa per trattare e descrivere personalità combattute da grandi passioni, nelle quali a gravi vizi si affiancano e si contrappongono virtù eccezionali.
(Sallustio, De Catilinae coniuratione, cap. 5, 1-3; trad. di Lidia Storoni Mazzolani, La congiura di Catilina)

Vi sono buone ragioni per affermare che Catilina non sia un personaggio completamente negativo; non che Sallustio gli attribuisca delle doti diverse da quelle del monstrum di corruzione e di malvagità, ma alcuni studiosi sostengono che su questa grandiosa figura si proietti il cosiddetto fascino dell'eroica fine, ovvero quell'aura di "misteriosa attrazione" che circonda quelli che combattono e muoiono per difendere i propri ideali, giusti o sbagliati che siano. Un'eroica fine che proprio lui ricerca combattendo a viso aperto nella battaglia di Pistoia, durante la quale viene descritto in una posa nobile, quasi statuaria: immagini profondamente radicate nella mentalità e nella cultura romana.
(Sallustio, De Catilinae coniuratione, cap. 61, 4; trad. di Lidia Storoni Mazzolani, La congiura di Catilina)
Durante la battaglia Catilina perisce, ma sarà una morte onorevole, degna di un eroe epico. Lo storico Publio Annio Floro (I-II secolo d.C.) affermò in una sua epitome:
(Floro, Epitome - II, 12,12;)
In questo modo ne vien fuori il ritratto di un uomo straordinario, sia nella sua grandezza sia nella sua malvagità, una figura ambigua per cui l'autore non nutre avversione né condivide appieno il giudizio negativo di Cicerone.
Del resto le convinzioni di Catilina, secondo quanto riferito nei suoi discorsi, non si discostavano molto da quelle di Sallustio. La sostanziale differenza era che lo storico, dato il suo passato e la sua condizione sociale, non avrebbe mai potuto sposare una soluzione diversa da una critica moderata e rispettosa della legalità nei confronti della classe senatoria.

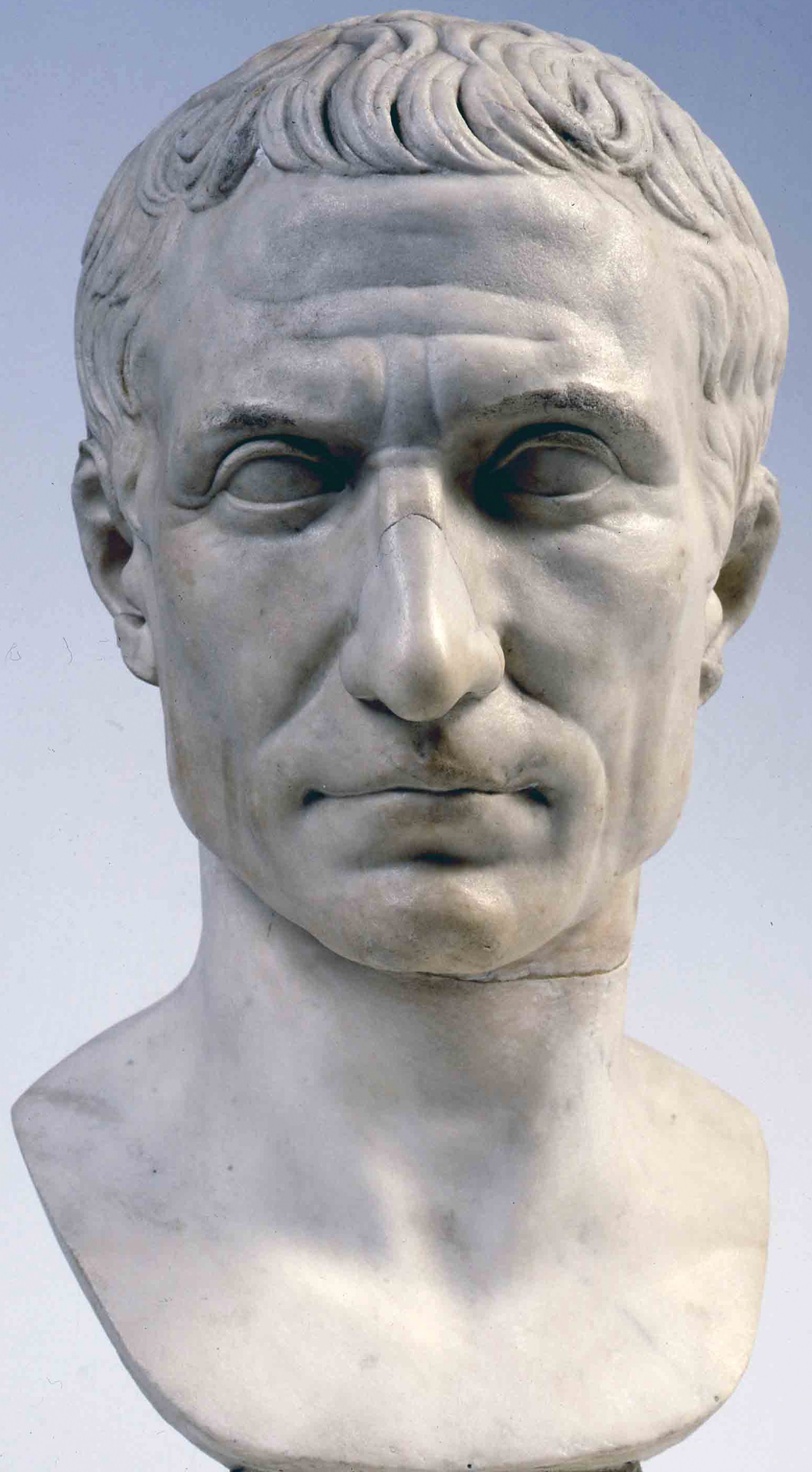
Busto di Cesare ai Musei Vaticani.

### Ruolo di Cesare
Un ruolo particolare all'interno della vicenda è riservato alla figura di Cesare. In effetti secondo gli storici moderni è molto verosimile, sebbene non venga accuratamente fatto trasparire nel corso dell'opera, che il futuro dictator di Roma avesse riposto più di una speranza nel buon esito della cospirazione catilinaria, come aveva già fatto nella prima congiura, anche se non viene mai fatto apertamente il suo nome. Tra gli intenti principali di Sallustio vi è quello di sollevare Cesare da ogni sospetto di un possibile legame tra la sua politica e gli oscuri disegni di Catilina. La presunta volontà di coprire le sue responsabilità, secondo alcuni critici, avrebbe spinto Sallustio ad individuare soltanto cause generali e di natura morale, trascurando i motivi politici ed economici che si celavano dietro il misfatto.
Lo scrittore non perde occasione di sottolineare la preoccupazione di Cesare per la legalità. Ciò si nota principalmente nel momento in cui gli fa prendere la parola in Senato, il 15 dicembre del 63 a.C., per opporsi alla condanna a morte dei congiurati: la pena sarebbe incostituzionale e quindi contraria, sostiene, ai mores patrum (i costumi dei padri) e dunque a tutta la tradizione romana.
Il Cesare descritto da Sallustio appare tutt'altro che rivoluzionario e la sua opposizione al partito senatorio non avrebbe niente a che vedere col programma eversivo di Catilina. Al contrario, Cesare appare come il fedele custode del mos maiorum tradizionale e perciò posto sullo stesso piano di Catone Uticense, uomo estremamente conservatore, come il celebre antenato di cui porta il nome. Partendo da analoghe premesse (la tradizione e la prisca virtus, l'antica virtù del popolo romano), Catone giunge però a conclusioni opposte: chiede e sostiene, infatti, la pena capitale per i congiurati.

### Cesare e Catone a confronto
Uno dei capitoli più importanti dell'opera, il 54, è dedicato al confronto tra Cesare e Catone. Quando lo storico scrisse la monografia, entrambi erano tragicamente scomparsi: l'uno assassinato da congiurati; l'altro suicida. Entrambi i personaggi rivestono una particolare importanza per lo scrittore: Cesare poiché ha offerto a Sallustio la protezione politica, grazie a cui, nei suoi vari incarichi pubblici, ha avuto l'opportunità di arricchirsi; Catone per cui lo scrittore prova grande ammirazione per via della sua politica del rigore.
Sallustio li mette a confronto nel celebre dibattito in Senato, cogliendo l'opportunità di esaltare le doti di questi magni viri: la generosità, l'altruismo e la clemenza di Cesare (Sallustio ne sottolinea la misericordia e la munificentia); l'austerità, il rigore, la moderazione e la severa fermezza (integritas, severitas, innocentia) di Catone; due chiari esempi di virtù opposte, ma complementari e parimenti importanti in una classe dirigente.
L'implicita conclusione di Sallustio è che l'uno e l'altro personaggio, l'uno e l'altro atteggiamento, siano essenziali per la sopravvivenza della Res publica: se Cesare è colui in grado di dare splendore allo stato, Catone appare il depositario dei valori dell'antica tradizione dei Quirites (i Romani), a cui Sallustio non intende rinunciare.
Tuttavia il problema più grave è che queste due grandi personalità della latinitas e di tutto il mondo antico giovano solo imperfettamente al bene della Res publica romana il che tra i vari sintomi di crisi dello stato è forse il più preoccupante.
Nel capitolo 54, si legge:
(Sallustio, De Catilinae coniuratione, cap. 54; trad. di Lidia Storoni Mazzolani, La congiura di Catilina)

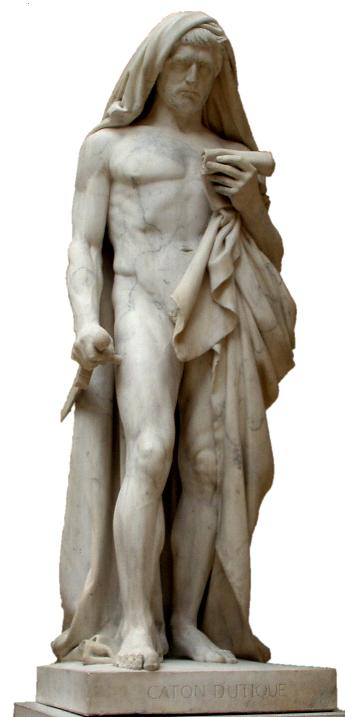
Statua di Catone Uticense che medita il suicidio dopo aver letto il Fedone; Jean-Baptiste Romand e François Rude.

Ronald Syme, insigne studioso di letteratura latina, afferma, riflettendo su questo e sui passi precedenti, che «ambedue queste personalità unite avrebbero avuto quanto era necessario per la salvezza della repubblica».

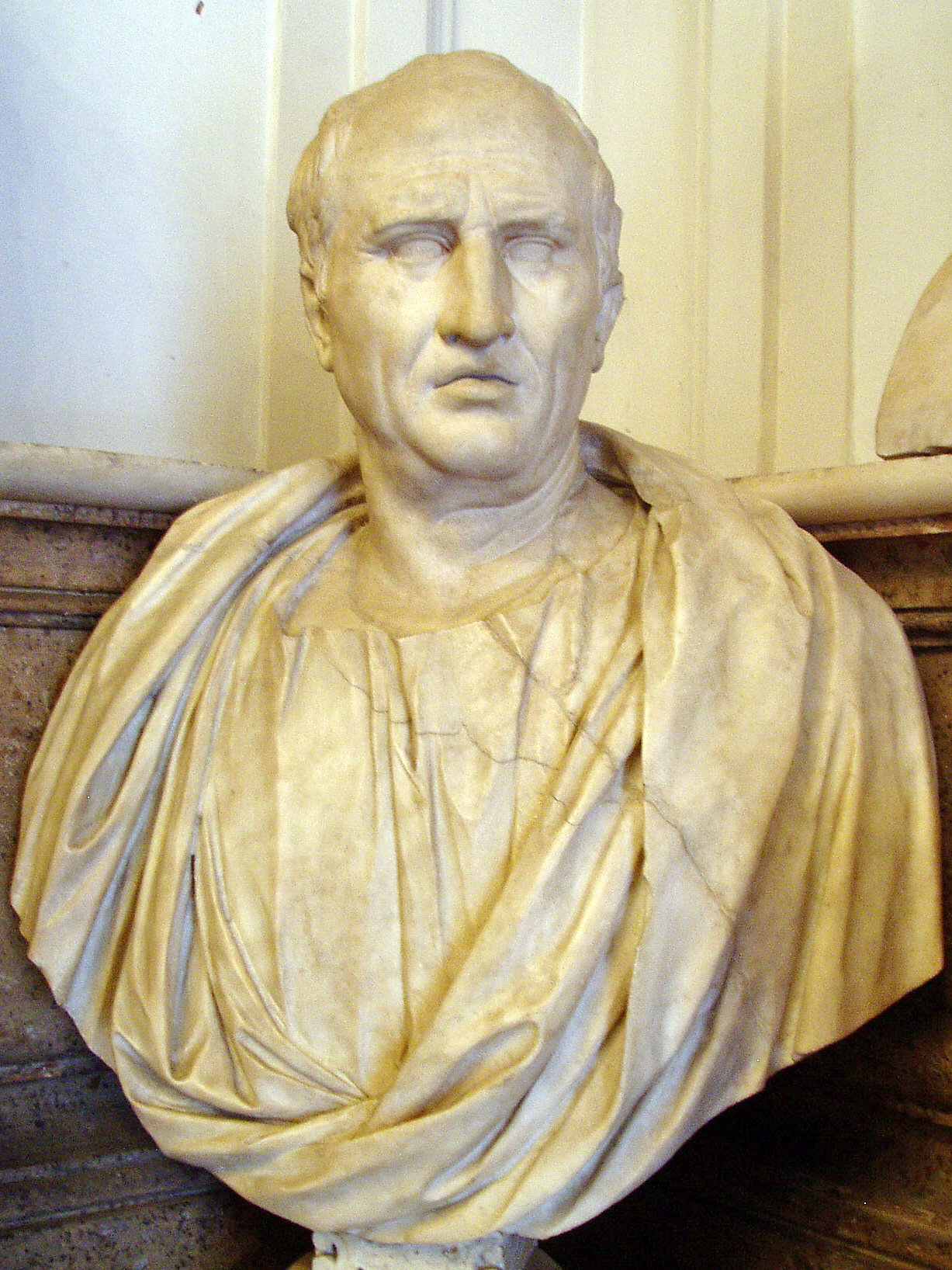
Busto di Cicerone ai Musei Capitolini.

### Ruolo di secondo piano per Cicerone
In tutta la vicenda non trova invece un ampio spazio, come invece ci si aspetterebbe, la figura di Cicerone, il quale, nelle sue celebri Catilinarie, aveva tanto esaltato i propri meriti nella scoperta e nella repressione della congiura.
Nella monografia sallustiana l'arpinate non è il «brillante politico che domina gli eventi con la lucidità della propria mente»; il suo è semplicemente un ruolo burocratico, un magistrato che fa il suo dovere, ma niente di più gli viene attribuito dallo storico. Sebbene lo stesso Sallustio non trascuri la sua importanza, definendolo a buon diritto un optimus consul, appare fondata l'ipotesi secondo cui in questo atteggiamento freddo s'intraveda una sorta di ritorsione contro il De consiliis suis, scritto in cui il console accusava apertamente Cesare, protettore dello storico.
Sallustio non condivideva gli ideali politici di Cicerone ed era pronto a difendere Cesare da ogni sorta di accusa, tra cui quella ignominiosa, per il leader dei populares, di aver retto i ranghi della congiura.

### Personaggi minori
Nella monografia si avvicendano anche altri personaggi di minore importanza, in modo particolare concentrati attorno al capo della congiura, che l'abilità ritrattistica e la finezza psicologica di Sallustio rendono non meno indimenticabili dei protagonisti.
Tra essi riveste una particolare importanza Sempronia, una donna dal fascino irresistibile, di famiglia nobile, non più giovanissima ma comunque di bell'aspetto. Dotata di una grande intelligenza, era apprezzata conversatrice nei più importanti salotti dell'Urbe: si interessava di letteratura greca e latina, poesia, moda e persino politica; sapeva cantare e danzare. Amica di Catilina, nonostante queste buone doti era di indole perversa, caratterizzata da atteggiamenti lussuriosi, poco fedele, varie volte complice di omicidi, spesse volte indebitata. Sallustio aggiunge che aveva una buona dose di umorismo, sottolineando altre qualità utili per il benessere della repubblica e non per attentare ad essa.
Oltre a Sempronia trovano spazio gli altri congiurati appartenenti ai ceti più alti della societas romana, sia del rango senatorio sia di quello equestre, di cui lo storico fa un elenco accurato nel capitolo 17; tra questi si annoverano in particolare Manlio, Gaio Cetego, la cui descrizione si limita a pochi aggettivi nel capitolo 43, Quinto Curio e l'amante Fulvia.
Nel complesso vi è dunque una buona quantità di singole e ben delineate personalità; ciò è in contrasto con la concezione catoniana di historia communis, storia collettiva.

## Motivi della scelta
Le fonti che fanno capo a Cicerone e alle sue celebri Catilinarie (Orationes in Catilinam) interpretano il tentativo di insurrezione di Catilina come un atto rivoluzionario ai danni del senato e dei cavalieri, accusando esplicitamente Cesare e Crasso di avervi avuto parte in qualche modo, forse come «mandanti occulti».

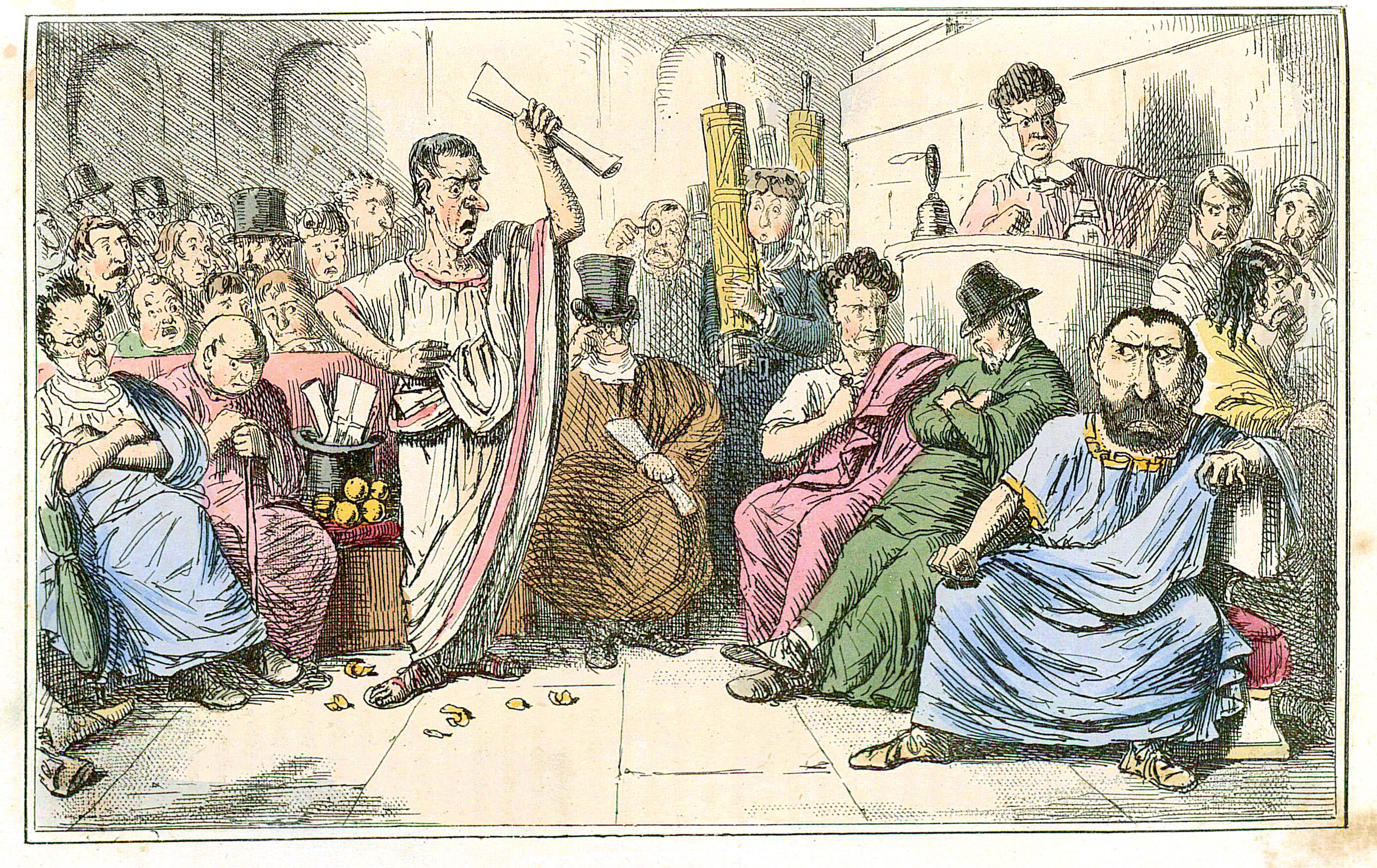
Caricatura ottocentesca della scoperta da parte di Cicerone della congiura di Catilina.

Una parte della critica moderna ha seguito il filone opinionistico di Cicerone, considerando conseguentemente la monografia sallustiana come un'opera di propaganda fortemente di parte ed accusando lo storico di aver distorto la vicenda in vari punti; su tutti l'eccessiva amplificazione della figura demoniaca di Catilina, che risalta con decisione sin dall'inizio dell'opera, avrebbe l'obiettivo di fare da copertura a responsabilità politiche ben precise, ovvero quelle di Crasso e Cesare, e più in generale di tutta la factio dei populares.
Allo stesso modo un altro aspetto molto discusso, ovvero l'anticipazione di un anno della data effettiva di inizio della congiura (giugno del 64 anziché luglio 63, come concordano gli storici), avrebbe il fine di isolare Catilina, già autore di un precedente tentativo insurrezionale nel 66 a.C., dal partito popolare e di caricare le responsabilità sulla sua oscura determinazione.
Tuttavia sarebbe estremamente riduttivo ritenere che Sallustio abbia scelto questo episodio per incolpare la nobilitas al solo scopo di esentare da ogni colpa Cesare e difendere la factio popularis; anzi la realtà è ben più complessa. Dal De Catilinae coniuratione emerge un giudizio storico più moderato, una via di mezzo tra l'estremismo eccessivo di populares ed optimates: lo storico si fa portavoce dell'aspirazione alla pace ed alla legalità dei ceti benestanti romani ed italici, atteggiamento che si fece più forte dopo la disfatta dei cesaricidi nella battaglia di Filippi del 42 a.C. Da questo punto di vista l'ideologia sallustiana pare convergere verso il motto che era stato la parola d'ordine della seconda metà del I secolo a.C.: il consensus omnium bonorum ("il consenso di tutti gli onesti"), che era alla base del progetto ciceroniano di allargare le basi del potere coinvolgendo le forze moderate.

## Origini della corruzione dellaRes publica
Vi è inoltre un altro aspetto che svilisce la tesi che l'opera abbia un fine puramente propagandistico, e cioè il fatto che Sallustio attribuisca una grande importanza agli excursus storici, tesi a collocare nel punto più esatto la crisi in atto, risalendo agli antefatti ed alle cause più vicine e più remote.

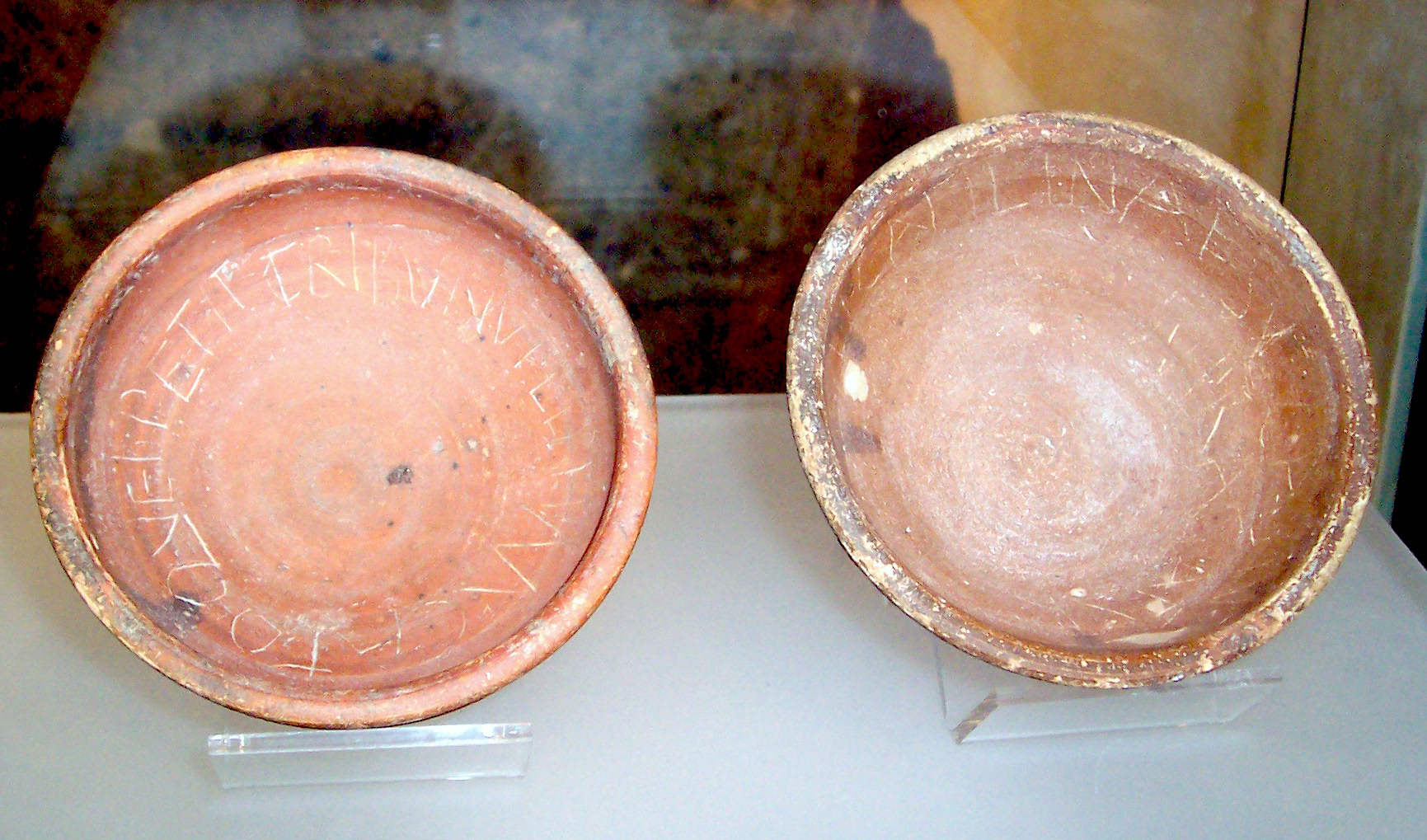
Coppe di propaganda elettorale di Catilina e Catone.

In particolare nei primi paragrafi dell'opera, traendo ampiamente ispirazione dall'analoga digressione presente nel Περὶ τοῦ Πελοποννησίου πoλέμου (La guerra del Peloponneso) di Tucidide, Sallustio ripercorre la storia di Roma, della sua ascesa e della sua decadenza, individuando come nodo cruciale una data ben precisa: il 146 a.C., anno della distruzione di Cartagine. Fu questo l'episodio che segnò la fine del metus hostilis e di conseguenza la fine dell'unità delle parti sociali. Il metus hostilis è la paura che i Romani nutrivano nei confronti dei loro nemici di sempre: i Cartaginesi. Dopo la distruzione di Cartagine ad opera di Scipione Emiliano, è venuto a mancare questo forte compattante, che aveva tenuto uniti gli strati sociali romani nei secoli precedenti; questa mancanza da una parte ha acutizzato l'ambitio ("desiderio ossessivo di potere") e l'avaritia ("brama di denaro"), dall'altra ha favorito il concentrarsi dell'aggressività nei confronti degli adversarii politici interni.
Nell'«archeologia» romana va ravvisato il centro ideologico su cui ruota l'intera opera: il Catilina sallustiano, il monstrum, non è né un figlio del caso, né una cancrena da amputare per preservare la sanità del resto del corpo-stato, né tantomeno, come lo dipinge Cicerone, un fanatico estremista contro cui si devono concentrare le forze di tutti i boni, ovvero i membri della classe agiata schierati su posizioni politiche moderate. Questo monstrum ha in realtà origini remote: nasce innanzitutto dal clima di violenze instauratosi, a partire dai tentativi di riforma, nell'età dei Gracchi e duramente represso nel sangue; nasce anche dal contesto di illegalità diffusa, nonché di innumerevoli rancori e vendette personali, relitto della tirannide e delle proscrizioni sillane; ma nasce soprattutto con la cessazione del metus hostilis che causa a Roma un sovvertimento delle pristinae virtutes del mos maiorum che avevano funto da supporto per le vittorie romane in età cartaginese. Tutta questa serie di concause ha fatto sì che i civites romani, liberi dalla necessità di lottare per la sopravvivenza, hanno dato spazio all'individualismo, all'egoismo e a tutta la serie di vizi aspramente condannati nelle monografie sallustiane.

## Attendibilità storica
La critica, antica e moderna, ha da tempo sottolineato le inesattezze, le deformazioni e le parodie presenti in vari punti della monografia sallustiana. Di seguito ne sono riportati alcuni esempi.

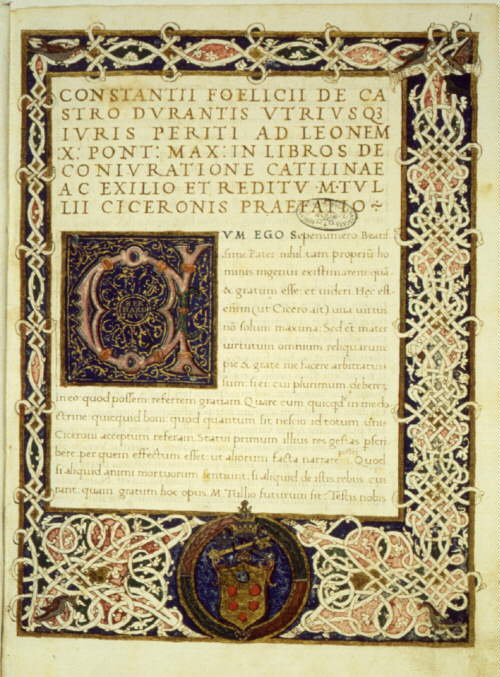
Costanzo Felici, De coniuratione Catilinae. Frontespizio miniato di un codice rinascimentale, con dedicatoria a Leone X, conservato nella Biblioteca Apostolica Vaticana.

Nel capitolo 17 la riunione segreta dei congiurati, pronti a dare inizio al piano eversivo, viene collocata nel giugno del 64 a.C., anziché, come concordano la maggior parte degli storici, l'anno seguente.
Nel diciottesimo capitolo il racconto della prima congiura ignora completamente il ruolo, per niente secondario, avuto in quell'occasione da Cesare. Un altro errore cronologico è rappresentato dalla posposizione del Senatus Consultum Ultimum, cioè del decreto senatorio, stabilito il 21 ottobre del 63, che conferiva ai consoli i pieni poteri per sgominare la congiura, alla notte tra il 6 ed il 7 novembre, in concomitanza con la riunione dei congiurati nella domus di Porcio Leca (capp. 28 – 29).
Nel capitolo 20, invece, Sallustio fa cominciare il discorso di Catilina con le parole della prima catilinaria di Cicerone. Spesso invece il capo della congiura si rivolge al console appellandolo l'inquilino dell'Urbe (cap. 31).
Gli anacronismi hanno l'obiettivo di difendere e giustificare Cesare, capo del partito dei populares, contro le accuse di complicità rivolte nei suoi confronti.
Le parodie, invece, ironizzano su Cicerone, e sono frecciate rivolte al console per sottolineare una diversità sia ideologica, sia di prassi politica.
Sallustio non sarebbe stato animato soltanto da motivazioni di carattere artistico e storico, come sostiene nel proemio dell'opera, ma si sarebbe lasciato coinvolgere dal clima politico vigente, componendo un «libello quantomai polemico e tendenzioso».
Quanto detto, tuttavia, è il pensiero maturato dalla critica meno favorevole allo scrittore e, sebbene non vada del tutto respinto, va in qualche modo attenuato. Si nota dunque facilmente che le idee politiche di Sallustio abbiano influenzato il suo modo di valutare personaggi ed avvenimenti; ciò non toglie però che in lui non si debba vedere un falsificatore in malafede, pronto ad alterare date e notizie pur di far risaltare un orientamento ideologico.
Più verosimilmente Sallustio non fu interessato ad uno scrupoloso accertamento dei fatti, come fanno i moderni storici, quanto ad una loro realistica drammatizzazione, ricca di pathos.

### Valore della congiura
La fedeltà del ritratto storico negativo di Cicerone e le timide riserve di Sallustio sul personaggio di Catilina non permettono di rivalutare l'episodio rivestendolo di un'aura democratica, che gli è estranea. Catilina era stato un militante di Silla e si era arricchito durante la guerra civile, macchiandosi di numerosi crimini. Il complotto, quindi, anche se appoggiato da forze democratiche sane (Crasso e Cesare), resta figlio della decadenza politica romana. In Catilina dunque è possibile riscontrare una certa intelligenza politica che aveva intravisto (come Cesare del resto), attraverso le istanze democratiche, la possibilità di rovesciare un regime oligarchico.

## Stile dell'opera
(Vittorio Alfieri, Prefazione del traduttore, in: C. Crispo Sallustio tradotto da Vittorio Alfieri da Asti, Londra [ma Firenze], 1804, p. [5])

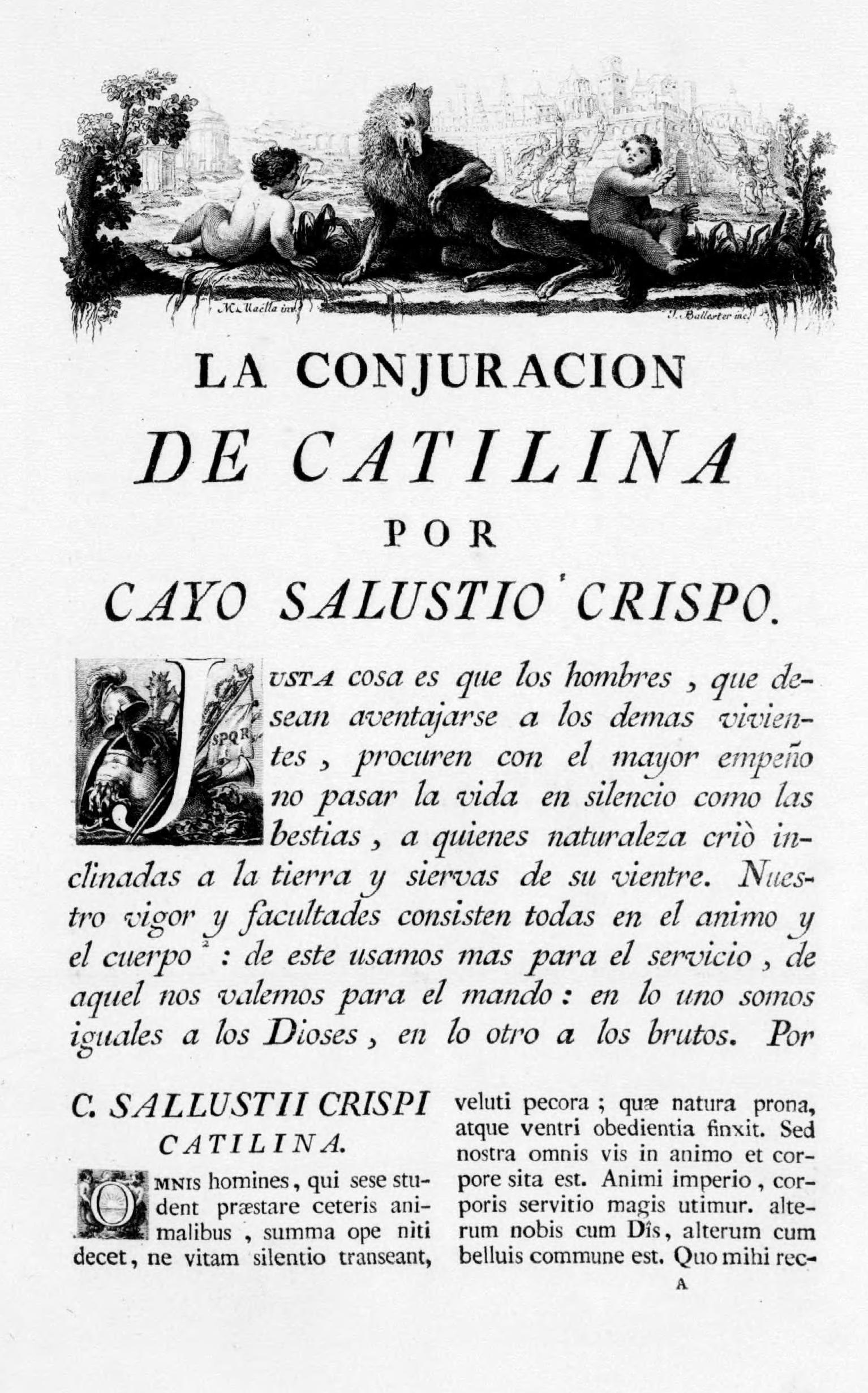
Pagina di un'edizione spagnola di Sallustio con l'inizio del Catilina ("La conjuraciòn de Catilina"), stampata a Madrid da Joachin Ibarra nel 1772.

Il suo stile è costruito sull'inconcinnitas e trae origine da due illustri modelli: lo storico greco Tucidide (in particolare il suo capolavoro La guerra del Peloponneso) e il noto predecessore Marco Porcio Catone, detto il Censore.
Questa doppia ispirazione si nota maggiormente nell' «archaeologia» (capitoli 6 - 13): la ricerca delle cause più profonde della congiura, di stampo prettamente tucidideo, si unisce con i toni solenni della denuncia della crisi del mos maiorum tradizionale, presi da Catone.

### Inconcinnitase arcaismo
Al contrario di Cicerone che si esprimeva con uno stile ampio, articolato, ricco di subordinazione, Sallustio preferisce un discorso irregolare, pieno di asimmetrie, antitesi e variazioni dei costrutti. Il controllo di una tecnica così irregolare crea un effetto di gravitas, dando un'immagine essenziale di quello che si descrive.
(Seneca, Epistolae ad Lucilium 114,17)
Da Tucidide, Sallustio prende l'essenzialità espressiva, le sentenze brusche ed ellittiche, l'irregolarità del testo (variatio), un periodare paratattico, pieno di frasi nominali, omissione dei legami sintattici, ellissi dei verbi ausiliari (con un uso ritmato e continuo dell'infinito narrativo e del chiasmo): sono evitate le strutture bilanciate e le clausole ritmiche del discorso oratorio; da Catone prende l'eloquio solenne, moralmente atteggiato, una lingua a volte severa ed aulica, a volte popolare, ruvida nelle forme, austera: il periodare essenziale è arricchito dagli arcaismi che esaltano le frequenti allitterazioni e asindeti.
Uno stile arcaizzante ma nello stesso tempo innovatore, capace di introdurre un lessico e una sintassi in contrasto con gli standard del linguaggio letterario dell'epoca. Sallustio evita di riproporre gli effetti drammatici dello stile tragico tradizionale, preferendo suscitare emozioni partendo da una descrizione realistica dell'evento (più volte definita sobrietà tragica).

### Eredità sallustiana
Già dall'antichità fu riconosciuta a Sallustio una certa fama che col tempo non è andata scemando. Uno dei suoi più grandi ammiratori fu Tacito che da lui prese il "moralismo austero".
Nel Medioevo fu grandemente apprezzato da Brunetto Latini e tracce della sua influenza si ritrovano in Leonardo Bruni e Angelo Poliziano, spesso con Tacito, annoverati come esempi da seguire. Nel XVIII secolo Sallustio fu uno degli autori più amati da Vittorio Alfieri che lo tradusse con grande passione.

## Tradizione testuale di riferimento
- Liber primus [i.e. De Catilinae coniuratione], Venetis, Spirea Vindelinus, 1470 (editio princeps).
- De coniuratione Catilinae, [...], Venetiis, in aedibus Aldi et Andreae Asulani soceri, mense Aprili 1509 (prima edizione aldina).
- Quae exstant ex optimis codd. accuratissime castigata, Patavii, excudebat Josephus Cominus, 1722 (prima edizione cominiana).
- Quae exstant item epistolae de republica ordinanda declamatio in Ciceronem et pseudo-Ciceronis in Sallustium, Recensuit diligentissime et adnotationibus illustravit Gottlieb Cortius, Lipsiae, apud Ioh. Frid. Gleditschii B. filium, 1724.

### Edizioni critiche moderne
- De coniuratione Catilinae et De bello Iugurthino libri ex Historiarum libris quinque deperditis orationes et epistolae, erklaert von Rudolf Jacobs, Leipzig, Weidmann, 1852.
- De Catilinae coniuratione et De bello Jugurthino. Accedunt Orationes et Epistulae ex Historiis excerptae, edidit Rudolfus Dietsch, Lipsiae, in aedibus B.G. Teubneri, 1861.
- Coniuratio Catilinae, recensuit Axel W. Ahlberg, Gotoburgi, Eranos Forlag, 1911.
- De Catilinae coniuratione, a cura di Enrica Malcovati, Torino, G. B. Paravia, 1940.
- Catilina. Jugurtha. Fragments des Histoires, Texte établi et traduit par Alfred Ernout, Paris, Les Belles Lettres, 1941.
- Catilina. Iugurtha. Fragmenta ampliora, post A. W. Ahlberg edidit Alphonsus Kurfess, Lipsiae, in aedibus B.G. Teubneri, 1957.
- De Catilinae coniuratione, Kommentiert von Karl Vretska, Heidelberg, C. Winter Universitätsverlag, 1976.
- Catilina. Iugurtha. Historiarum fragmenta selecta. Appendix Sallustiana, recognovit brevique adnotatione critica instruxit L. D. Reynolds, Oxonii, e Typographeo Clarendoniano, 1991.

### Traduzioni italiane
- Salustio con alcune altre belle cose volgareggiato per Agostino Ortica della Porta genovese, Empresso in Vinegia, per Bernardin Vinitiano di Vitali, nel anno del Redentore MDXVIII adi xxiii di Aprile (prima traduzione italiana, con la Congiuration di Catilina, a cc. A2r-L1r).
- C. Crispo Sallustio tradotto da Vittorio Alfieri da Asti, Londra [i.e. Firenze, Piatti], 1804 (edizione originale postuma, con La guerra di Catilina, a pp. 9–90).
- La congiura di Catilina, recata in italiano ed annotata da Vincenzo D'Addozio, Firenze, G.C. Sansoni, 1908.
- La congiura di Catilina, Versione di Enrico Corradini, Collezione Romana, Milano, Società anonima Notari, 1929.
- La congiura di Catilina, Versione con introduzione e note di Salvatore Prestigiacomo, Milano, Signorelli, 1932.
- La congiura di Catilina; La guerra giugurtina; Orazioni e Lettere, Testo latino e traduzione in italiano di Giuseppe Lipparini, Collana Prosatori di Roma, Bologna, N. Zanichelli, 1955.
- La congiura di Catilina, Versione di Carlo Vitali, Collana BUR n.1123, Milano, Rizzoli, 1957.
- in: Opere e frammenti, a cura di Paolo Frassinetti, Collezione Classici Latini, Torino, UTET, 1963.
- in:  Opere complete, collana Classici, traduzione di Raffaele Ciaffi, Prefazione di Giuseppe Pontiggia, Milano, Adelphi, 1969, ISBN 978-88-459-0021-1. - Collana Tascabili, Milano, Bompiani, 1991.
- La congiura di Catilina, Prefazione, traduzione e note a cura di Lidia Storoni Mazzolani, Collana BUR n.L72, Milano, Rizzoli, maggio 1976; Collezione Grandi classici Latini e Greci, Milano, Fabbri Editori, 1994-2005.
- La congiura di Catilina, collana I Classici della Storia n.20, traduzione di Alberto Chiari, Introduzione, note, bibliografia, appendici, indici di Nicola Criniti, Milano, Rusconi, 1978, 1982. - ed. riservata, Milano, Istituto Bancario Italiano, dicembre 1987.
- La congiura di Catilina, traduzione e prefazione di Luca Canali, Introduzione e note di Riccardo Scarcia, Collana I grandi libri n.278, Milano, Garzanti, settembre 1982.
- La congiura di Catilina, a cura di Giancarlo Pontiggia, Collana Oscar Classici Greci e Latini n.29, Milano, A. Mondadori, 1992, ISBN 978-88-043-6166-4.
- De coniuratione Catilinae. La congiura di Catilina, Introduzione, traduzione e note di Nicola Flocchini, Collana GUM, Milano, Mursia, 1989.
- La congiura di Catilina, collana Tascabili Economici, traduzione di Silvia Perezzani e Sandro Usai, Introduzione di Lidia Storoni Mazzolani, Roma, Newton, 1994.
- La congiura di Catilina, Introduzione, traduzione e commento a cura di Giovanni Garbugino, Collana Studi Latini, Napoli, Loffredo, 1998, ISBN 978-88-809-6606-7.
- La congiura di Catilina, traduzione e note di Lisa Piazzi, Introduzione di Graziana Brescia, Collezione Classici Greci e Latini Siena, Barbera Editore, 2006, ISBN 978-88-789-9082-1; Collezione Classici Greci e Latini, Santarcangelo di Romagna, Rusconi, 2016 e 2024, ISBN 978-88-180-3034-1; Collana I Classici, Foschi, 2023; Collana I Grandi Classici, Liberamente, 2023.
- Coniuratio Catilinae, a cura di Italo Mariotti, Bologna, Pàtron, 2007, ISBN 978-88-555-2918-1.
- De Coniuratione Catilinae, traduzione di Zopito Di Zillio, Vestigium, 2012, ISBN 978-88-731-2658-4.
- La congiura di Catilina, collana Firmamenti, trad. e cura di Luca Fezzi, Venezia, Marsilio, 2025, ISBN 978-88-297-9285-6.

### Commenti
- Gaio Sallustio Crispo, Marco Tullio Cicerone, H. H. Ørberg (a cura di). Catilina. Ex C. Sallustii Crispi de Catilinae coniuratione libro et M. Tullii Ciceronis orationibus in Catilinam. Accademia Vivarium Novum. 2000. ISBN 88-87637-07-5.
- Gaio Sallustio Crispo, A. Crugnola (a cura di). Antologia sallustiana. Principato. ISBN 88-416-2367-5.
- Gaio Sallusio Crispo; N. Flocchini, G. Ottaviani (a cura di). Antologia dalle opere. Paravia. 1993. ISBN 88-395-1641-7.